# Kontextový jazyk
Kontextový jazyk je formální jazyk, který je vygenerovatelný nějakou kontextovou gramatikou. Je to jeden ze čtyř typů jazyků Chomského hierarchie, v praxi se využívá jen zřídka.

## Příklad
Jazyk L = { an : n je prvočíslo } není bezkontextový, ale je kontextový. Lze to ukázat třeba tak, že sestrojíme lineárně ohraničený Turingův stroj, který bude L rozpoznávat.

## Vlastnosti
- Průnik, sjednocení a zřetězení dvou kontextových jazyků je kontextový jazyk.
- Doplněk kontextového jazyka je kontextový jazyk.
- Každý bezkontextový jazyk je kontextový.